# Benito Rosel Isaac
Benito Fernando Rosel Isaac (26 de mayo de 1939- 6 de marzo de 2018) en Mérida, Yucatán, México, fue un político, miembro del Partido Acción Nacional, que ocupó cargos en el Congreso de la Unión.
Benito Rosel realizó sus estudios en la ciudad de Mérida, llegando hasta el grado de preparatoria. Fue miembro del PAN desde 1967 y en el que fue secretario de organización, consejero nacional y estatal y presidente estatal del PAN en Yucatán de 1987 a 1989.
Fue regidor del Ayuntamiento de Mérida de 1985 a 1987, además de diputado al Congreso de Yucatán. En 1988 fue elegido diputado federal por el principio de representación proporcional a la LIV Legislatura de ese año a 1991.
En 1994 fue postulado candidato a senador en primera fórmula. No habiendo obtenido el triunfo electoral, le correspondió ocupar el escaño correspondiente a la primera minoría. En las LVI y LVII Legislaturas fue secretario de la comisión de Administración e integrante de las de Agricultura, Ganadería y Desarrollo Rural, de Asuntos Alimentarios, de Defensa Nacional y de Marina.
Falleció en Mérida el 6 de marzo de 2018.